# Patrick Gilmore
Patrick Gilmore (Edmonton, 1º giugno 1976) è un attore canadese.

## Biografia

### Carriera
Attivo in ambito televisivo, si è distinto per avere interpretato David Mailer in Travelers.

### Vita privata
Ha un fratello di nome Scott che era sposato con l'ex ministra canadese Catherine McKenna.
Si è laureato in letteratura inglese presso l'Università dell'Alberta.

## Filmografia

### Cinema
- Scorched Earth - Cacciatrice di taglie (Scorched Earth), regia di Peter Howitt (2018)

### Televisione
- Tru Calling - serie TV, episodio 1x04 (2003)
- Touching Evil - serie TV, episodio 1x09 (2004)
- Intelligence - serie TV, 10 episodi (2005-2007)
- Stargate SG-1 - serie TV, episodio 10x02 (2006)
- Eureka - serie  TV, episodio 2x03 (2006)
- Supernatural - serie TV, episodio 3x05 (2007)
- Stargate Atlantis - serie TV, episodio 4x14 (2008)
- Smallville - serie TV, episodio 8x01 (2008)
- SGU - Stargate Universe - serie TV, 39 episodi (2009-2011)
- Riese - serie TV, 10 episodi (2009-2010)
- Battlestar Galactica - serie TV, 2 episodi (2009)
- I 16 desideri (16 Wishes), regia di Peter DeLuise – film TV (2010)
- Fringe - serie TV, episodio 2x21 (2010)
- Shattered - serie TV, episodio 1x02 (2010)
- The Killing - serie TV, 4 episodi (2011)
- Fairly Legal - serie TV, episodio 1x01 (2011)
- Primeval: New World - serie TV, episodio 1x04 (2012)
- Motive - serie TV, episodio 1x12 (2013)
- Continuum - serie TV, episodio 2x04 (2013)
- Gracepoint - serie TV, 6 episodi (2014)
- Arrow - serie TV, episodio 3x02 (2014)
- Psych - serie TV, episodio 8x02 (2014)
- You Me Her - serie TV, 37 episodi (2016-2020)
- Travelers - serie TV, 26 episodi (2016-2018)
- Animagemella.com (Anything for Love), regia di Terry Ingram – film TV (2016)
- Jann - serie TV, 19 episodi (2019-2021)
- Avvocati di famiglia (Family Law) - serie TV, 4 episodi (2021-2024)
- The Good Doctor - serie TV, episodio 4x18 (2021)
- School Spirits - serie TV, 11 episodi (2023-2025)

## Doppiatori italiani
Nelle versioni in italiano delle opere in cui ha recitato, Patrick Gilmore è stato doppiato da:
- Edoardo Stoppacciaro in Riese, Psych, Scorched Earth - Cacciatrice di taglie
- Giuliano Bonetto in Stargate SG-1, Supernatural
- Alberto Bognanni in Smallville
- Marco De Risi in Defying Gravity - Le galassie del cuore
- Alessandro Quarta ne I 16 desideri
- Roberto Gammino in Stargate Universe
- Daniele Valenti in Fringe
- Pasquale Anselmo in The Killing
- Giuseppe Calvetti in Primeval: New World
- Giorgio Bonino in Continuum
- Giorgio Borghetti in Motive
- Alessandro Budroni in Arrow
- Daniele Raffaeli in Animagemella.com
- Gabriele Sabatini in Travelers
- Michele Di Pasquale in You Me Her
- Guido Di Naccio in The Good Doctor
- Patrizio Prata in School Spirits